# Shin Ultraman
Shin Ultraman (シン・ウルトラマン?, Shin Urutoraman) è un film del 2022 diretto da Shinji Higuchi. Il film è una reimmaginazione della serie Ultraman ed è il secondo titolo della trilogia di Hideaki Anno iniziata con Shin Godzilla (2016).

## Trama
Dopo l'invasione di diversi kaiju in Giappone, il Ministero stabilisce il Protocollo di Soppressione delle Specie di classe S (SSSP) per eliminare ulteriori minacce. Durante una risposta dell'SSSP ad un attacco da parte di un kaiju di classe S chiamato "Neronga", un misterioso gigante extraterrestre argentato emerge all'improvviso dal cielo e sconfigge la minaccia. L'analista Hiroko Asami viene trasferita dall'Agenzia per l'Intelligence della Sicurezza Pubblica all'SSSP e viene associata a Shinji Kaminaga, membro dell'SSSP che si è ferito mentre cercava di salvare un bambino durante l'attacco del kaiju. Asami presenta un rapporto sul gigante argentato, che chiama "Ultraman". L'SSSP risponde ad un altro attacco di una specie di classe S da parte di un kaiju chiamato "Gabora"; inaspettatamente, Kaminaga si trasforma in Ultraman, adesso adornato di colori rossi e argentati, e sconfigge Gabora prima che quest'ultimo possa attaccare un deposito di rifiuti nucleari.
Un altro alieno di nome Zarab entra in contatto con l'SSSP con l'intenzione di stabilire un accordo con il Ministero giapponese. Dopo che Kaminaga scopre le vere intenzioni di Zarab di influenzare i paesi a distruggersi reciprocamente scatenando conflitti, viene neutralizzato e rapito dall'alieno. Per screditare Ultraman, Zarab attacca parti del Giappone assumendo l'aspetto di Ultraman e diffonde immagini della trasformazione di Kaminaga, scatenando una caccia all'uomo internazionale. Asami riceve il dispositivo di trasformazione da Kaminaga, la Capsula Beta, per tenerla al sicuro da Zarab. Su suggerimento di un misterioso figuro che riferisce in passato di aver lavorato con lui, Asami trova e libera Kaminaga ma viene catturata da Zarab. Kaminaga recupera la Capsula Beta e si trasforma in Ultraman, salva Asami e smaschera il travestimento di Zarab prima di sconfiggerlo.
Mentre Kaminaga si nasconde, Asami viene rapita e trasformata in un gigante controllato mentalmente da un altro alieno con sembianze umane di nome Mefilas. Dimostrando buona fede, Mefilas riporta Asami alla sua normale dimensione usando la Scatola Beta, una variante grande della Capsula Beta. Mefilas stipula un accordo con il Ministero per fornire loro la Scatola Beta come deterrente in cambio di obbedienza incondizionata. Kaminaga non è d'accordo con il piano di Mefilas e cospira con l'SSSP per fermare lo scambio. Riescono a dirottare la Scatola e Ultraman si scontra contro Mefilas; quest'ultimo rinuncia ai suoi piani dopo aver notato il superiore di Ultraman, Zoffy, che osserva la loro battaglia, avvertendolo di una minaccia imminente prima di lasciare la Terra con la Scatola.
Gli SSSP vengono subito incarcerati per aver aiutato Ultraman, ma vengono presto rilasciati dopo che il loro capo convince il Ministero che Ultraman li ha costretti ad agire contro il Governo. Kaminaga conversa con Zoffy nella foresta dove precedentemente era stato ferito. Si scopre così che Kaminaga non è in realtà rimasto ucciso dai detriti quando Ultraman è arrivato sulla Terra. Ispirato dal sacrificio di Kaminaga per salvare un bambino in pericolo, Ultraman si era fuso a lui assumendo la sua identità per capirlo meglio. Zoffy informa Ultraman che deve affrontare una punizione per aver violato il codice del loro pianeta di fondersi con un umano. Credendo che l'umanità rappresenterebbe una minaccia universale se potesse evolversi in giganti, Zoffy usa l'arma definitiva Zetton per eliminarli.
Kaminaga avverte gli SSSP di questo, lasciando loro una chiavetta USB, e vola in orbita terrestre come Ultraman per fermare Zetton. Sconfitto, il corpo di Kaminaga viene recuperato e portato in ospedale mentre il governo decide di non divulgare il destino dell'umanità al mondo come atto finale di misericordia. Il fisico degli SSSP Akihisa Taki apre la chiavetta USB di Kaminaga e scopre i principi e i teoremi base della capsula Beta e dei domini a dimensioni superiori. Dopo che Kaminaga riprende conoscenza, Taki gli rivela il metodo che lui e gli scienziati internazionali avevano ideato per sconfiggere Zetton: Kaminaga si trasforma in Ultraman e apre un buco nero accendendo la capsula Beta un millisecondo prima che Zetton emetta la sua onda di calore. Zetton e Ultraman vengono così inghiottiti dal buco nero, ma Zoffy salva Ultraman.
Zoffy insiste affinché Ultraman torni sul loro pianeta, ma Ultraman desidera rimanere e proteggere la Terra. Zoffy rifiuta di compromettersi, quindi Ultraman decide di sacrificarsi per far risorgere Kaminaga. Zoffy si domanda sulla decisione di Ultraman di sacrificarsi per salvare una razza inferiore, ma dopo aver assistito alla loro cooperazione per sconfiggere Zetton, è costretto ad ammirare la loro tenacia di fronte alla morte.
Gli SSSP salutano Kaminaga mentre apre gli occhi, avendo ricevuto una seconda chance nella vita.